# Purleigh
Purleigh – wieś w Anglii, w hrabstwie Essex, w dystrykcie Maldon. Leży 14 km na południowy wschód od miasta Chelmsford i 58 km na wschód od Londynu.